# FK Kolos Kovalivka
FK Kolos Kovalivka (ukrajinski: ФК «Колос» Ковалівка) ukrajinski je nogometni klub iz sela Kovalivka u Kijevskoj oblasti. Trenutačno se natječe u Ukrajinskoj Premier ligi. 

## Povijest
Klub je osnovan 2012. godine te je do 2015. godine bio amaterski klub. Te godine osvojili su 3. mjesto u amaterskoj ligi te su postali profesionalni klub. Svoju prvu sezonu profesionalnog nogometa igrali su u Ukrajinskoj drugoj ligi tijekom sezone 2015./16. Te sezone postali su prvaci, stoga su promovirani u Ukrajinsku prvu ligu. Tijekom sezone 2018./19. osvojili su drugo mjesto, ostvarivši plasman u Ukrajinsku Premier ligu. Tijekom sezone 2019./20. osvojili su 6. mjesto čime su ušli u drugo kolo kvalifikacija za UEFA Europsku ligu 2020./21.

## Uspjesi
- Ukrajinska Prva liga
  - Doprvaci (1): 2018./19.
- Ukrajinska Druga liga
  - Prvaci (1): 2015./16.
- Nogometno natjecanje Kijevske oblasti
  - Prvaci (3): 2012., 2013., 2014.

## Kolos u europskim natjecanjima
| Sezona    | Natjecanje         | Kolo        | Klub   | Dom. | Gost    | Ukupno |
| --------- | ------------------ | ----------- | ------ | ---- | ------- | ------ |
| 2020./21. | UEFA Europska liga | 2. kolo kv. | Aris   | –    | 2:1     | –      |
| 2020./21. | UEFA Europska liga | 3. kolo kv. | Rijeka | –    | 0:2 (p) | –      |

## Vanjske poveznice
- Službena web-stranica